# 1960年ローマオリンピックのルーマニア選手団
1960年ローマオリンピックのルーマニア選手団（1960ねんローマオリンピックのルーマニアせんしゅだん）は、1960年8月25日から9月11日にかけてイタリアの首都ローマで開催された1960年ローマオリンピックのルーマニア選手団、およびその競技結果。

## 概要
今大会は金メダル3個、銀メダル1個、銅メダル6個の合計10個のメダルを獲得した。

## メダル
| メダル | 選手名             | 競技 | 種目       |
| ------ | ------------------ | ---- | ---------- |
| 金     | ヨランダ・バラシュ | 陸上 | 女子走高跳 |
| 銅     | リア・マノリウ     | 陸上 | 女子円盤投 |